# Aponychus expansus
Aponychus expansus är en spindeldjursart som beskrevs av Mohammad Nazeer Chaudhri 1972. Aponychus expansus ingår i släktet Aponychus och familjen Tetranychidae. Inga underarter finns listade i Catalogue of Life.